# 小巧舌唇兰
小巧舌唇兰（学名：Platanthera juncea）为兰科舌唇兰属下的一个种。

## 扩展阅读
- 維基物種上的相關：小巧舌唇兰